# Język sekak
Język sekak, także: loncong, orang laut – język austronezyjski używany w Indonezji, przez członków ludu Orang Laut w kilku prowincjach: Riau, Wyspy Riau oraz Wyspy Bangka i Belitung. Według danych z 2000 roku posługuje się nim nieco ponad 400 osób. Pod koniec XIX w. społeczność liczyła przynajmniej 1700 osób.
Wykazuje znaczne wpływy obce; w materiale tekstowym z 1881 r. odnotowano liczne zapożyczenia z języka jawajskiego i innych nieokreślonych języków, a także nietypowy dla języków malajskich szyk wyrazów (w wyrażeniach deiktycznych i konstrukcjach dzierżawczych). Nowsze dane z 1981 r. sugerują, że utracił część swoich wcześniejszych cech, upodabniając się do sąsiednich języków.
Określenie „sekak” (odnoszone do języka i grupy etnicznej) bywa uważane za pejoratywne. Oprócz tego języka wyróżnia się kilka innych języków (lub dialektów) używanych przez ludność Orang Laut. Ich status lingwistyczny nie został dobrze ustalony, ale wszystkie należą do grupy języków malajskich .
Został opisany w postaci opracowania z 1981 r.  Nie wykształcił piśmiennictwa.